# Paul Ludwig (Widerstandskämpfer)
Paul Ludwig (* 5. Oktober 1910 in Breslau; † 2. Oktober 1992 in Rostock) war ein deutscher Widerstandskämpfer gegen den Nationalsozialismus und leitender Polizeioffizier in der DDR.

## Leben
Ludwig wurde in der Landgemeinde Klein Gandau im Landkreis Breslau geboren, die am 1. April 1928 nach Breslau eingemeindet wurde. Sein Vater Paul Ludwig war SPD-Mitglied und Schiffszimmerer an einer Oderwerft in Breslau, seine Mutter Mathilde verdiente als Näherin hinzu. Er besuchte von 1916 bis 1924 die Volksschule. Nach dem Tod des Vaters besorgte ihm die Mutter eine Lehrstelle. Von 1924 bis 1928 erlernte er den Beruf des Tischlers. Er trat 1926 dem Arbeiter-Turn- und Sportbund (ATSB) und der Gewerkschaft bei. Nach der Lehrzeit war er zunächst arbeitslos, lernte dann in einem Baugeschäft zum Zimmermann um. Im Jahr 1931 wurde er nach der Teilnahme an einem Streik erneut arbeitslos. Er trat der Roten Hilfe (RH) und 1932 der KPD bei. Bis zum 30. Januar 1933, der Machtergreifung durch die Nationalsozialisten, übte er die Funktion als Organisationsleiter einer Straßenzelle aus.
Er arbeitete illegal weiter und musste in Breslau untertauchen. Auf Beschluss der Partei emigrierte er in die Tschechoslowakei, meldete sich in der Prager KPD-Zentrale und organisierte  dann einen illegalen Literaturtransfer nach Deutschland. Im Mai 1934 wurde er von der tschechoslowakischen Gendarmerie in Gewahrsam genommen. Als er der deutschen Polizei ausgeliefert werden sollte, glückte ihm kurz vor dem Grenzübergang die Flucht. Auf Umwegen gelangte er nach Prag. Mit neuen Personaldokumenten, auf den Namen „Bruno Holder“ ausgestellt, wurde er legalisiert und im technischen Apparat der Prager KPD-Zentrale für Literatur und Propaganda eingesetzt. Ab Dezember 1935 war er wieder im tschechisch-deutschen Grenzgebiet als Kurier im Glatzer Kessel tätig. Im April 1937 wurde er erneut verhaftet, seine wahre Identität erkannt und nach drei Wochen Arrest auf Lebenszeit aus der Tschechoslowakei ausgewiesen. Da das Verlassen der CSR nicht kontrolliert wurde, tauchte er zum dritten Mal in Prag auf. Auf Beschluss der KPD-Zentrale gelangte er im Juni 1937 über Österreich, die Schweiz und Frankreich zu Fuß über die Pyrenäen nach Spanien.
Dort nahm er als Interbrigadist am Spanischen Bürgerkrieg teil. Zunächst in der 11. Brigade, erhielt er eine Partisanenausbildung an einer Spezialschule in Barcelona und kam dann in das 1. motorisierte Partisanenbataillon. Sein erster Kommandeur war Richard Stahlmann. Nach der Demobilisierung der Internationalen Brigaden im September 1938 blieb er weiter unter Waffen und war noch im Januar 1939 mit dabei, den Vormarsch der Faschisten in Katalonien aufzuhalten. Am 9. Februar 1939 wurde er nach Frankreich überführt und dort in den Lagern Saint-Cyprien, Gurs und Argelès-sur-Mer interniert. Nach einer Meuterei in Argelès war er Häftling auf der Festung Mont-Louis in den Pyrenäen. Im April 1941 wurde er nach Deutschland ausgeliefert und von der Gestapo nach Breslau gebracht, wo er in einem Hochverratsprozess zu drei Jahren Zuchthaus verurteilt wurde. Im Zuchthaus Wohlau arbeitete er in der Tischlerei. Im Jahr 1943 kam er zur „Bewährung“ in das Strafbataillon 999 und wurde direkt vom Zuchthaus zum Truppenübungsplatz Heuberg in Baden befördert und der Artillerie zugeteilt. Nach einer Ausbildung wurde er mit seiner Batterie an die Balkanfront verlegt und war beim Küstenschutz eingesetzt. Als die Batterie zur „Bandenbekämpfung“ gegen Partisanen in Griechenland und Albanien eingesetzt werden sollte, lief er im Herbst 1944 zu den albanischen Partisanen über. Er wurde reguläres Mitglied des IV. Bataillons der 12. Partisanenbrigade, die mit angelandeten britischen Truppen um die Befreiung der Hafenstadt Saranda und der Kleinstadt Delvina kämpfte. Nach Beendigung der Kämpfe nahm er am 28. November 1944 mit seinem IV. Bataillon an der Siegesparade in Tirana teil. Anschließend absolvierte Ludwig einen Antifa-Lehrgang in Moskau und wurde Leiter der Antifa-Schule für deutsche Kriegsgefangene im Lager Golubowka bei Woroschilowgrad. Ludwig wurde dann von der im südlichen Mitteleuropa operierenden 3. Ukrainischen Front der Roten Armee übernommen. Mit Max Zaspel und anderen Deutschen gelangte er über Elbasani, Skopje und Belgrad bis zur ungarischen Grenze, wo sie am 21. Februar 1945 der im Raum Subotica-Szeged als Reserve eingesetzten 96. Schützendivision der Roten Armee angeschlossen wurden. Sie nahmen mit ihr noch an Kämpfen bei Szombathely teil, bevor sie gemeinsam mit österreichischen Antifaschisten am 11. Mai die Heimreise nach Wien antraten und dort am 13. Mai 1945 eintrafen. Vorübergehend waren sie im Schloss des Prinzen Eugen untergebracht, wo sich auch die aus dem KZ Mauthausen befreiten Bruno Leuschner, Heinrich Rau und Horst Sindermann einfanden. Auf dem Weg von Tirana durch Jugoslawien, Österreich und die Tschechoslowakei bis nach Dresden begleiteten ihn und fünfundzwanzig seiner Genossen sowjetische Soldaten. Es sollte ihnen nichts zustoßen unterwegs.
Von Dresden zog er nach Berlin weiter. Dort wies ihn Franz Dahlem im Sommer 1945 an, einen Polizeiapparat in Bernau im damaligen Landkreis Niederbarnim aufzubauen. Am 10. August 1945 wurde er Angehöriger der Polizei (VP) in der Sowjetischen Besatzungszone und 1946 Mitglied der SED. Nach einem Kurzlehrgang wurde er Leiter des Volkspolizeikreisamtes (VPKA) Niederbarnim. Von Juli bis Dezember 1948 war er mit der Aufstellung der Volkspolizei-Bereitschaften im Land Brandenburg  befasst. Ab Januar 1949 war er Operativ-Chef der Hauptverwaltung Deutsche Volkspolizei (HVDVP), später 1. Stellvertreter des Chefs der Hauptabteilung Eisenbahnpolizei. Am 15. Oktober 1949 trat er im Rang eines Chefinspekteurs (Generalmajor) das Amt als Chef der Landespolizeibehörde von Mecklenburg in Schwerin an. Nach der Aufgliederung der DDR in Bezirke 1952 übernahm er die Funktion des Chefs der Bezirksbehörde der Volkspolizei (BDVP) Rostock. Bis 1953 absolvierte er ein Fernstudium an der Parteihochschule „Karl Marx“.
Mit der Herauslösung der Grenzpolizei aus dem Ministerium für Staatssicherheit (MfS) und der erneuten Eingliederung in das Ministerium des Innern (MdI) am 1. März 1957 wurde Chefinspekteur Ludwig am 16. Mai 1957 mit dem Dienstgrad Generalmajor als Chef der Deutschen Grenzpolizei (DGP) eingesetzt (Nachfolger von Hermann Gartmann). Eine schwere Krankheit, die fast zur Querschnittlähmung führte, zwang ihn zu einer siebenmonatigen Pause. Von Januar bis Mai 1960 wurde er von Generalmajor Helmut Borufka als Chef der DGP vertreten und am 15. Mai 1960 von Oberst Erich Peter als Chef der DGP abgelöst. Noch in der Rekonvaleszenz erreichte ihn der Befehl, als Nachfolger von Oberst Hans Beyermann die Funktion des Chefs der Transportpolizei zu übernehmen. Als solcher war er dabei, als der US-Pilot Francis Gary Powers am 10. Februar 1962 an der Glienicker Brücke in Potsdam gegen Rudolf Abel, einen Spitzenspion der Sowjetunion in den USA, ausgetauscht wurde. Am 28. Februar 1967 wurde er mit Rücksicht auf seine angegriffene Gesundheit in die Rente verabschiedet und lebte seitdem in Rostock.

## Privates
Im Dezember 1946 hatte er in Bernau geheiratet. Seine Frau Käte starb 1978. Im Juni 1981 heiratete er noch einmal, Herta Quandt. Sie war eine Parteifunktionärin und Erster Sekretär der SED-Kreisleitungen von Bad Doberan und Gransee.

## Auszeichnungen
- Vaterländischer Verdienstorden in Bronze (1954), in Silber (1960) und in Gold (1970)
- Medaille für Kämpfer gegen den Faschismus 1933 bis 1945 (1958)
- Ehrenspange zum Vaterländischen Verdienstorden in Gold (1975)
- Karl-Marx-Orden (1980)
- Orden „Stern der Völkerfreundschaft“ in Silber (1985)